# I'm Thinking of Ending Things
I'm Thinking of Ending Things (Estoy pensando en dejarlo en España; Pienso en el final en Hispanoamérica) es una película de suspense psicológico de 2020, escrita, dirigida y producida por Charlie Kaufman. Está basada en la novela homónima de 2016 de Iain Reid y protagonizada por Jessie Buckley, Jesse Plemons, Toni Collette y David Thewlis. La película tuvo un estreno limitado en cines selectos de Estados Unidos el 28 de agosto de 2020, y posteriormente se estrenó a nivel internacional a través de Netflix el 4 de septiembre.

## Argumento
A través de la película, se muestran breves fragmentos de la vida de un conserje de una escuela secundaria.
En la historia principal, una mujer joven, estudiante universitaria de física cuántica, contempla la idea de terminar su relación de siete semanas con su novio Jake. Antes de hacerlo, Jake le propone un viaje para conocer a sus padres en su granja natal. Durante un incómodo viaje, Jake intenta recitarle un poema de William Wordsworth que leyó de joven, «Oda: Insinuaciones de inmortalidad», sobre una mujer llamada Lucy, el mismo nombre con el que se refiere a la mujer joven. La narración se interrumpe por una llamada telefónica que recibe ella de una amiga también llamada Lucy. Al enterarse de que la joven también escribe poemas, Jake le pide que interprete uno para pasar el rato. Después de recitar un poema oscuro acerca del regreso a casa, la pareja llega a la granja. Dentro, la mujer conoce a los padres de Jake y proceden a cenar. En la mesa, el grupo habla sobre el pasatiempo de la joven de pintar paisajes, sus estudios de física cuántica y la historia de cómo conoció a Jake en un bar cerca del campus universitario durante una noche de trivias. Durante la charla continúa recibiendo llamadas de Lucy y Jake se pone más agresivo con sus padres.
En la escuela, el conserje mira una película dirigida por Robert Zemeckis, que sigue la historia de una mujer llamada Yvonne, quien es despedida de su empleo como mesera después de que su novio cause una escena en el restaurante en el que trabaja.
De vuelta en la granja, la mujer joven observa una foto de Jake cuando era niño y en un principio cree que es una foto suya, pero lo ignora cuando llega el postre. Mientras están comiendo, la madre de Jake revela que sufre de tinnitus, lo que provoca que sus oídos escuchen un siseo continuo. La mujer joven recibe una llamada de otra amiga, esta vez una llamada Yvonne, y después de que la familia de Jake la presione, acepta la llamada y recibe un mensaje de una voz que le dice que hay «una pregunta para responder». Poco después, las cosas se ponen mucho más surrealistas ya que los personajes se refieren a la mujer joven con distintos nombres y afirmando que tiene distintas profesiones, y además los padres de Jake se alternan transformándose en versiones más jóvenes y viejas de ellos mismos. Cuando finalmente comienzan el viaje de regreso a casa, Jake menciona varios eventos de la noche que la mujer joven no recuerda, incluyendo que ella bebió mucho vino. El diálogo entre ellos lleva a una extensa discusión de la película Una mujer bajo la influencia de John Cassavetes.
Mientras viajan en una tormenta de nieve, la pareja decide parar a comprar helados en un negocio llamado Tulsey Town. Una vez allí, se encuentran con varias empleadas, que también son alumnas de la escuela donde trabaja el conserje. Cuando la mujer joven está comprando, una empleada con moretones intenta advertirla de algo que no puede describir.
Ambos pronto deciden que no quieren seguir tomando los helados, así que Jake se detiene frente a su escuela secundaria para tirar los recipientes. En el estacionamiento, la pareja tiene una discusión y luego empiezan a besarse. Jake se da cuenta de que el conserje los está observando desde la escuela y decide ir a enfrentarlo, por lo que deja a la mujer sola en el coche. Después de una larga espera, ella decide buscar a Jake dentro de la escuela. Allí se encuentra con el conserje, y entre otras cosas, le cuenta que nada sucedió entre Jake y ella en la noche en que se conocieron. El conserje le ofrece un par de pantuflas idéntico al que Jake le había dado antes en la granja. Ella lo rechaza amablemente, se abrazan y él le permite continuar buscando a Jake. Lo encuentra al final de un pasillo y observan cómo personas vestidas como ellos inician un número de baile, que evoca a uno del musical Oklahoma!, donde dos hombres, aquí Jake y el conserje, pelean por una mujer. El ballet termina de la misma forma que en el musical, con el conserje matando a Jake con un cuchillo.
Más tarde el conserje termina de limpiar la escuela y deja el edificio. Al subirse a su automóvil sufre una crisis nerviosa y ve imágenes que implican que él es una versión mayor de Jake. Se desviste y camina de nuevo al interior del instituto completamente desnudo, siguiendo la alucinación de un cerdo infestado por gusanos. En el escenario del auditorio escolar, Jake, con maquillaje que lo hace parecer anciano, recibe un premio Nobel y canta el tema «Lonely Room» de Oklahoma! a la audiencia. El público incluye a sus padres, las empleadas de Tulsey Town y la mujer joven, todos usando el mismo maquillaje que los hace parecer ancianos. Al finalizar la canción, todos le dan a Jake una ovación de pie. La última toma es a la mañana siguiente en el estacionamiento de la escuela, donde el vehículo del conserje está cubierto de nieve.

## Reparto
- Jesse Plemons como Jake[3]
- Jessie Buckley como la mujer joven, referida por varios nombres a lo largo de la película, como Lucy, Louisa, Lucia y Ames.[3]
- Toni Collette como la madre[3]
- David Thewlis como el padre[3]
- Guy Boyd como el conserje[4]

## Producción
En enero de 2018 se anunció que Charlie Kaufman se encontraba adaptando la novela I'm Thinking of Ending Things para Netflix y dirigiendo la película. En diciembre, se había elegido a Brie Larson y Jesse Plemons como parte del reparto. En marzo de 2019, Jessie Buckley, Toni Collette y David Thewlis se unieron al elenco, con Buckley sirviendo de reemplazo de Larson.
El rodaje comenzó el 13 de marzo de 2019 en Fishkill, Nueva York, y se completó en abril de 2019. El 7 de noviembre se reportó que la película estaba en proceso de posproducción.

## Estreno
La película tuvo un estreno limitado en cines selectos de Estados Unidos a partir del 28 de agosto de 2020. Su estreno internacional se dio a través de Netflix el 4 de septiembre.

## Recepción
En el sitio web agregador de reseñas Rotten Tomatoes, el filme tiene un porcentaje de aprobación del 83 % basado en 128 reseñas, con un promedio de 7,69 sobre 10. El consenso de la crítica según el sitio dice: «Ayudado por actuaciones estelares de Jessie Buckley y Jesse Plemons, I'm Thinking of Ending Things encuentra al escritor-director Charlie Kaufman luchando con la condición humana como solo él puede». En Metacritic, la puntuación promedio de la película es de 78 sobre 100, basado en 35 críticas, lo que indica «reseñas generalmente favorables».